# Mohamed Abdel Ghani
 Mohamed Abdel Ghani (tiếng Ả Rập: محمد عبد الغني) (sinh ngày 16 tháng 7 năm 1993) là một trung vệ bóng đá người Ai Cập thi đấu cho Zamalek của Ai Cập.

## Danh hiệu

### Zamalek SC
- Cúp bóng đá Ai Cập (1): 2017–18